# طیرفلسیه
طیرفلسیه (به عربی: طيرفلسيه) یک منطقهٔ مسکونی در لبنان است که در شهرستان صور واقع شده‌است.
 طیرفلسیه   ۲۶۰ متر بالاتر از سطح دریا واقع شده‌است.